# Diazoniumkoppeling
Een diazoniumkoppeling, soms ook diazokoppeling genoemd, is een organische reactie tussen een diazoniumverbinding en een aromatische verbinding, meestal een aniline- of fenol-derivaat. In deze reactie is het diazoniumzout het elektrofiel en de andere geactiveerde aromaat het nucleofiel in de elektrofiele aromatische substitutie.
In de meeste gevallen is de diazoniumverbinding in de reactie ook een aromaat, omdat deze minder snel ontleden, maar noodzakelijk is dat niet. Steeds geldt, door het grotere aantal geconjugeerde dubbele bindingen, dat het reactieproduct licht absorbeert van een langere golflengte dan de uitgangsstoffen. Vaak ligt het absorptiemaximum in het zichtbare gebied van het spectrum, waardoor de reactieproducten veel toegepast worden als kleurstoffen, de diazokleurstoffen.
Toepassingen van diazoniumkleurstoffen gaan van verf als pigment rood 170, via pH-indicatoren als methylrood en methyloranje naar geneesmiddelen als Sulfamidochrysoïdine (verkocht onder de naam Prontosil) en andere op sulfonamiden gebaseerde geneesmiddelen.

## Reactiemechanisme
De reactie start met de elektrofiele aromatische substitutie van het fenolderivaat en de diazoverbinding. Hierdoor gaat tijdelijk de aromaticiteit in de fenolische ring verloren, maar door een zuur-base-reactie (onder afsplitsing van waterstofchloride) ontstaat de diazoverbinding en wordt de aromaticiteit in de ring teruggewonnen.

## Voorbeeld: synthese van pigment rood 170
In deze synthese is de laatste stap het samenvoegen van de diazoniumverbinding en het aromatische drieringsysteem. Vergelijking met de drie andere voorbeelden van diazokleurstoffen laat zien dat er nu een enkele binding is tussen de twee stikstofatomen, de andere voorbeelden hebben een dubbele binding. Er is hier sprake van tautomerie: het waterstofatoom aan de stikstof is afkomstig van het zuurstofatoom vlak naast de diazogroep. Daarnaast is ook nog intramoleculaire waterstofbrug mogelijk tussen dit waterstofatoom en het zuurstofatoom waar het van afkomstig is. De sterkte van de verschillende bij de tautomerie betrokken bindingen bepaald, vervolgens wat de meest reële manier is om de verbinding te tekenen. Voor de betrokken geconjugeerde π-systeem maakt dat overigens niets uit. Ook het waterstofatoom aan het amide kan met ditzelfde zuurstofatoom een intramoleculaire waterstofbrug vormen.